# 1578
1578. је била проста година.

## Смрти

### Јануар
- 4. август - Себастијан I од Португалије, краљ Португалије